# Un buen día para ser un perro
Un buen día para ser un perro (en hangul, 오늘도 사랑스럽개; romanización revisada, Oneuldo sarangseureopgae; literalmente, «Hoy también es hermoso») es una serie de televisión surcoreana dirigida por Kim Dae-woong y protagonizada por Park Kyu-young, Cha Eun-woo y Lee Hyun-woo. Se emitió por los canales MBC y Lifetime desde el 11 de octubre de 2023 hasta el 3 de enero de 2024, los miércoles a las 21:00 (hora local coreana). También está disponible en las plataformas Viki y Viu para algunas zonas del mundo. La serie está basada en el webtoon «Un día de perros» de Lee Hey.

## Sinopsis
La profesora de secundaria Han Hae-na, sufre de una maldición extremadamente inusual: si besa a un hombre, queda condenada a convertirse en perro todas las noches, aunque vuelve a tener forma humana en las mañanas. Solo hay una forma de romper la maldición: recibir un beso del mismo hombre al que besó, mientras está en forma de perro.
Ella está enamorada de Lee Bo-kyum, un colega que enseña historia en la misma escuela. Una noche en que está borracha lo besa, solo para descubrir que no era Bo-kyum sino, en realidad, Jin Seo-won, otro colega. Desafortunadamente, aunque Seo-won es extremadamente apuesto, también siente terror por los perros debido a un evento traumático del pasado. Además, tiene una aversión natural hacia ella. Ahora Hae-na debe encontrar una forma de ganar su corazón, y lograr que la bese, o pasar el resto de su vida como un perrito.

## Reparto

### Principal
- Park Kyu-young como Han Hae-na, una profesora de coreano de secundaria; es una mujer inteligente, atractiva y agradable, cuya vida parece perfecta, pero se enfrenta a una crisis desconcertante cuando besa a un compañero de trabajo.[6]
- Cha Eun-woo como Jin Seo-won, un profesor de matemáticas de secundaria que tiene miedo a los perros debido a un trauma infantil.[7][8]
- Lee Hyun-woo como Lee Bo-kyum, un profesor de historia coreana de secundaria.[9]
- Yoon Hyun-soo como Choi Yool, sobrino de Seo-won.[10]
- Kim Yi-kyung como Min Ji-ah, una estudiante de secundaria.[11][12]

### Secundario

#### Familia de Hae-na
- Ryu Abel como Han Yoo-na, la hermana mayor de Hae-na.[13]
- Jung Young-joo como Shin Mi-sun, la madre de Hae-na y Yoo-na.[14]
- Kim Hong-pyo como Han Pan-dong, el padre de Hae-na.
- Cho Jin-se como Song Woo-taek, amigo de la infancia de Yoo-na.
- Kim Hae-joon como el tío materno de Hae-na.

#### Profesores de la escuela Garam
- Lee Seo-el como Yoon Chae-ah, profesora de coreano, rival de Hae-na.[15]
- Song Young-ah como Cheon Song-yi, profesora de música.[16]
- Yoo Seung-mok como el subdirector de la escuela.[17]
- Lee Jong-wook como Min-sik, un profesor en la escuela secundaria Garam.[18]
- Shim Wan-joon como profesor de educación física en la escuela secundaria Garam.[19]
- Park Hae-in como Yoon-ji, profesora en la escuela secundaria Garam.[20]

#### Estudiantes de Hae-na
- Cho Ah-young como Song Da-eun, una estudiante de secundaria que se enamora de Seo-won.[21]
- Kang Soo-bin como Kwon Ri-ae, el gran admirador de Bo-kyum que es un buen estudiante en matemáticas y física.
- Kim Min-ji como Choo So-yeon.
- Shin Joon-hang como Cho Joon-seo.

#### Otros
- Lee Seung-jun como Oh Sang-soo, exnovio de Yoo-na.
- Park Hae-il.[13]

### Apariciones especiales
- Kim Min-seok como Kang Eun-hwan, compañero de secundaria de Seo-won, a quien acosaba persistentemente y que ahora difunde noticias falsas e inventa rumores.[22]
- Lee Yong-nyeo como el dueño de Popi (ep. 6).
- Kim Ah-young como Do Min-kyung (ep. 14).[23]

## Producción
La serie está basada en un popular webtoon con el mismo título original coreano, escrito por Lee Hey.
El 3 de enero de 2023 la compañía Fantagio firmó un contrato de coproducción para la serie con Creative Leaders Group 8 por un valor de 5000 millones de wones.
El rodaje de la serie concluyó en abril de 2023. MBC decidió su puesta en onda un solo día por semana, en lugar de los habituales dos días; según un portavoz del canal, cuenta «con una historia y un personaje que son adecuados para cautivar a los espectadores entre semana, por lo que decidimos con confianza transmitirla una vez a la semana».

## Audiencia
La serie obtuvo unos pobres resultados: alcanzó un máximo del 2,8 % en su primer día de emisión, y después registró índices que casi nunca superaron el 2 %, cerrando con un 1,5 %. Todo ello a pesar de tratar un tema novedoso, y a la presencia de actores populares como Cha Eun-woo y Park Kyu-young. Contrariamente a las expectativas de los programadores de MBC, se ha señalado que la transmisión de un solo episodio a la semana hacía difícil el seguimiento por parte de los espectadores.
| Temporada | Temporada | Episodio número | Episodio número | Episodio número | Episodio número | Episodio número | Episodio número | Episodio número | Episodio número | Episodio número | Episodio número | Episodio número | Episodio número | Episodio número | Episodio número | Promedio |
| Temporada | Temporada | 1               | 2               | 3               | 4               | 5               | 6               | 7               | 8               | 9               | 10              | 11              | 12              | 13              | 14              | Promedio |
| --------- | --------- | --------------- | --------------- | --------------- | --------------- | --------------- | --------------- | --------------- | --------------- | --------------- | --------------- | --------------- | --------------- | --------------- | --------------- | -------- |
|           | 1         | —               | 555             | —               | —               | —               | —               | —               | —               | —               | —               | —               | —               | —               | —               | ND       |

| Episodio | Fecha de emisión        | Índices de audiencia (Nielsen Korea) |
| --- | ----------------------- | ------------------------------------ |
| 1 | 11 de octubre de 2023   | 2,2 % (29.ª)                         |
| 2 | 11 de octubre de 2023   | 2,8 % (21.ª)                         |
| 3 | 18 de octubre de 2023   | 1,9 % (29.ª)                         |
| 4 | 1 de noviembre de 2023  | 1,7 % (32.ª)                         |
| 5 | 15 de noviembre de 2023 | 1,7 % (30.ª)                         |
| 6 | 15 de noviembre de 2023 | 2,2 % (26.ª)                         |
| 7 | 22 de noviembre de 2023 | 2,2 % (25.ª)                         |
| 8 | 29 de noviembre de 2023 | 1,9 % (29.ª)                         |
| 9 | 6 de diciembre de 2023  | 1,8 % (27.ª)                         |
| 10 | 13 de diciembre de 2023 | 1,9 % (28.ª)                         |
| 11 | 20 de diciembre de 2023 | 1,5 % (34.ª)                         |
| 12 | 27 de diciembre de 2023 | 1,8 % (29.ª)                         |
| 13 | 3 de enero de 2024      | 1,5 % (35.ª)                         |
| 14 | 10 de enero de 2024     | 1,5 % (36.ª)                         |
| Promedio | Promedio                | 1,9 %                                |
| - En la tabla superior, los números azules representan las calificaciones más bajas y los números rojos representan las más altas. - ND indica que no se publicaron los datos correspondientes a ese día. |                         |                                      |

## Premios y nominaciones
| Año  | Premios           | Categoría                                       | Candidato                    | Resultado | Ref.   |
| ---- | ----------------- | ----------------------------------------------- | ---------------------------- | --------- | ------ |
| 2023 | Premios MBC Drama | Premio a la excelencia, actriz en miniserie     | Park Kyu-young               | Ganadora  | [ 31 ] |
| 2023 | Premios MBC Drama | Mejor pareja                                    | Cha Eun-woo y Park Gyu-young | Nominados |        |
| 2023 | Premios MBC Drama | Mejor actor revelación                          | Yoon Hyun-soo                | Nominado  | [ 32 ] |
| 2023 | Premios MBC Drama | Premio a la excelencia, actor en miniserie      | Lee Hyun-woo                 | Nominado  | [ 33 ] |
| 2023 | Premios MBC Drama | Premio a la gran excelencia, actor en miniserie | Cha Eun-woo                  | Nominado  | [ 34 ] |